# Organisme australien de défense

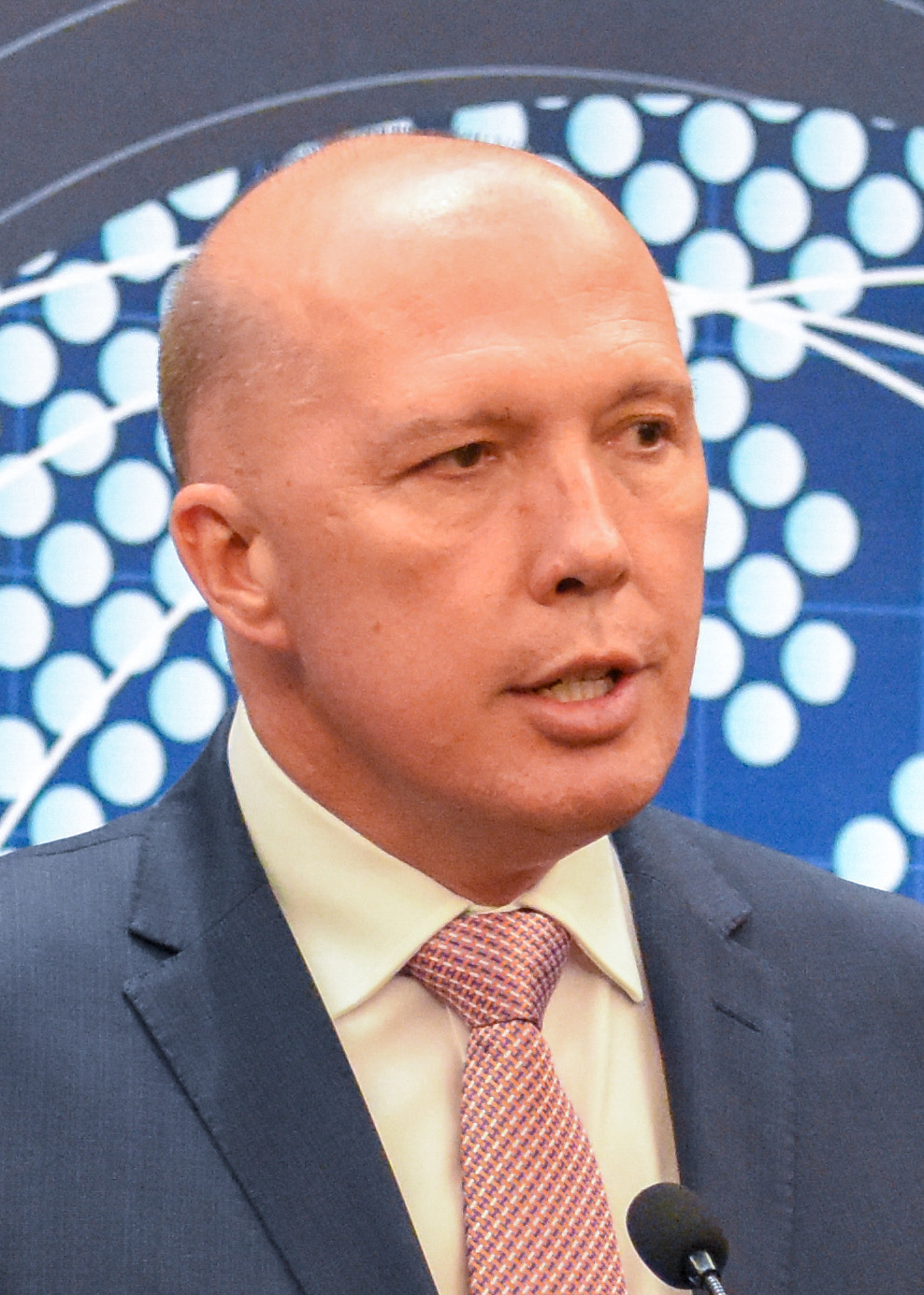
Le ministre de la Défense, Peter Dutton.

L'organisme australien de défense (Australian Defence Organisation en anglais) est un organisme du gouvernement australien qui se compose de la Force de défense australienne (ADF) et du Ministère australien de la défense avec son personnel de soutien à l'ADF. Le commandant en chef des Forces armées et le Secrétaire du ministère de la défense gèrent conjointement l'organisme dans le cadre d'une diarchie, un terme utilisé pour décrire la relation entre les deux hommes, tous deux dépendant directement du Ministre de la défense. La diarchie de l'ADO est une structure de gouvernance unique dans le service public du Commonwealth d'Australie.
Les principaux éléments de l'organisme australien de défense sont les suivants :
- Force de défense australienne :
  - Marine australienne (Royal Australian Navy RAN)
  - Armée de terre australienne (Australian Army AA)
  - Armée de l'air australienne (Royal Australian Air Force RAAF)

- Ministère de la défense :
  - Développement des capacités
  - Direction Financière
  - Information des armées
  - Matériel de défense
  - Sciences et techniques de défense
  - Appui à la Défense
  - Renseignement, sécurité et politique internationale
    - Renseignement
    - Recueil d'images géospatiales
    - Recueil des signaux

  - Opérations conjointes
  - Population et stratégie politique
  - Stratégie, coordination et direction
  - Vice-chef de la Force de défense

## Responsables[1]
- Ministre de la Défense : Peter Dutton
- Secrétaire du ministère de la Défense : Greg Moriarty
- Commandant en chef des Forces armées : Général Angus Campbell